# Есенский, Иржи
Иржи Есенский (чеш. Jiří Jesenský; 27 сентября 1905[…], Прага, Цислейтания[…] — 24 октября 1942, концлагерь Маутхаузен, Верхняя Австрия) — чехословацкий фехтовальщик-рапирист. Участник летних Олимпийских игр 1936 года, бронзовый призёр чемпионата мира 1938 года. Участник движения Сопротивления во время Второй мировой войны, участник операции «Антропоид», казнённый нацистами.

## Биография
Иржи Есенский родился 27 сентября 1905 года в австро-венгерском городе Прага (сейчас в Чехии).
Окончил медицинский факультет Карлова университета в Праге. С 1928 года работал зубным техником в университетской стоматологической клинике, которой руководил его дядя, профессор Ян Есенский. Впоследствии возглавлял лабораторию протезирования в частной стоматологической клинике в Праге. Имел степень доктора медицины.
Выступал в соревнованиях по фехтованию за пражскую «Славию».
В 1936 году вошёл в состав сборной Чехословакии на летних Олимпийских играх в Берлине. В группе 1/16 финала занял 4-е место, победив Томаса Гойоагу из Чили — 5:3 и Марьяна Пенгова из Югославии — 5:4, проиграв Эмрису Ллойду из Великобритании — 1:5, Йозефу Лозерту из Австрии — 2:5 и Ивару Тингдалю из Швеции — 3:5. В группе 1/8 финала занял 4-е место, победив Августа Хайма из Германии — 5:4 и Йозефа Ритца из Австрии — 5:2, проиграв Эдвару Гардеру из Франции — 2:5, Лайошу Маслаи из Венгрии — 0:5 и Жоржу де Бургиньону из Бельгии — 3:5. В четвертьфинальной группе занял последнее, 6-е место, победив Йенса Фрёлиха из Норвегии — 5:4, проиграв Эрвину Касмиру из Германии — 0:5, Джоаккино Гваранье из Италии — 2:5, Йожефу Хатшеги из Венгрии — 2:5 и Жоржу де Бургиньону — 2:5. В командном турнире рапиристов сборная Чехословакии, за которую также выступали Херварт Фрасс фон Фриденфельдт, Франтишек Вогрызек, Богуслав Кирхман и Йозеф Хильдебранд, в группе 1/8 финала победила Данию — 13:3, в четвертьфинальной группе проиграла Австрии — 4:12 и Бельгии — 5:11.
В 1938 году завоевал серебряную медаль чемпионата мира в Пьештянах в командном турнире рапиристов.
В 1939 году должен был участвовать в чемпионате мира в Мерано, однако турнир не состоялся из-за начала Второй мировой войны.
Был чемпионом протектората Богемии и Моравии в фехтовании на рапирах.
Во время немецкой оккупации Чехословакии участвовал в борьбе с нацистами. С апреля 1942 года участвовал в операции «Антропоид», целью которой было убийство исполняющего обязанности имперского протектора Богемии и Моравии Рейнхарда Гейдриха. Есенский, владевший личным автомобилем, был проводником по Праге для диверсантов, заброшенных в Чехословакию в декабре 1941 года, доставлял продукты и предметы первой необходимости в крипту православного кафедрального собора святых Кирилла и Мефодия в Праге, где скрывались парашютисты, а также лечил их.
23 июня 1942 года был арестован гестапо в своём медицинском кабинете. Помещён в тюрьму в Панкраце, затем в малую крепость в Терезине. Был заочно приговорён военным трибуналом к смертной казни.
Расстрелян 24 октября 1942 года в концлагере Маутхаузен в Австрии вместе с женой Жофией Есенской и братом Яном Есенским.

## Память
В южной части Ольшанского кладбища в Праге установлен кенотаф в память о Иржи Есенском и его семье. С 2020 года он закреплён за Чешской стоматологической палатой.
26 января 2011 года у кафедрального собора святых Кирилла и Мефодия в Праге (ул. Ресслова, 9а) был открыт памятник — часть Национального мемориала, посвящённого жертвам Гейдриха. На нём указано имя Иржи Есенского.

В июне 2017 года на доме № 7 по ул. Ресслова власти района Прага-2 установили мемориальную доску с надписью: «В этом доме жили убитые члены Сопротивления доктор медицины Жофия Есенска и доктор медицины Иржи Есенский. Были казнены нацистами 24.10.1942 в Маутхаузене. Посвящается 75-летию проведения операции „Антропоид“».

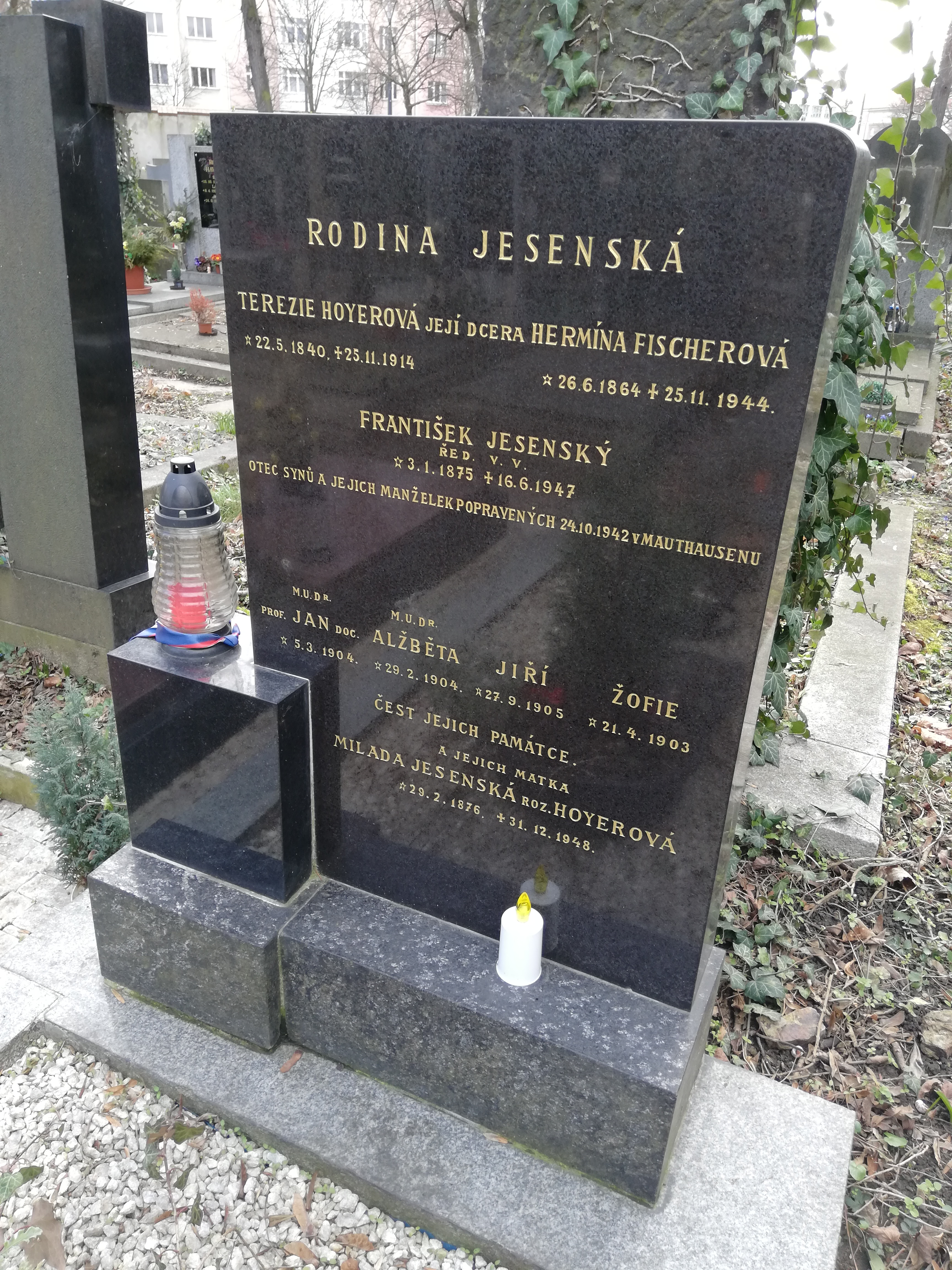
Кенотаф на Ольшанском кладбище в память об Иржи Есенском и его семье.
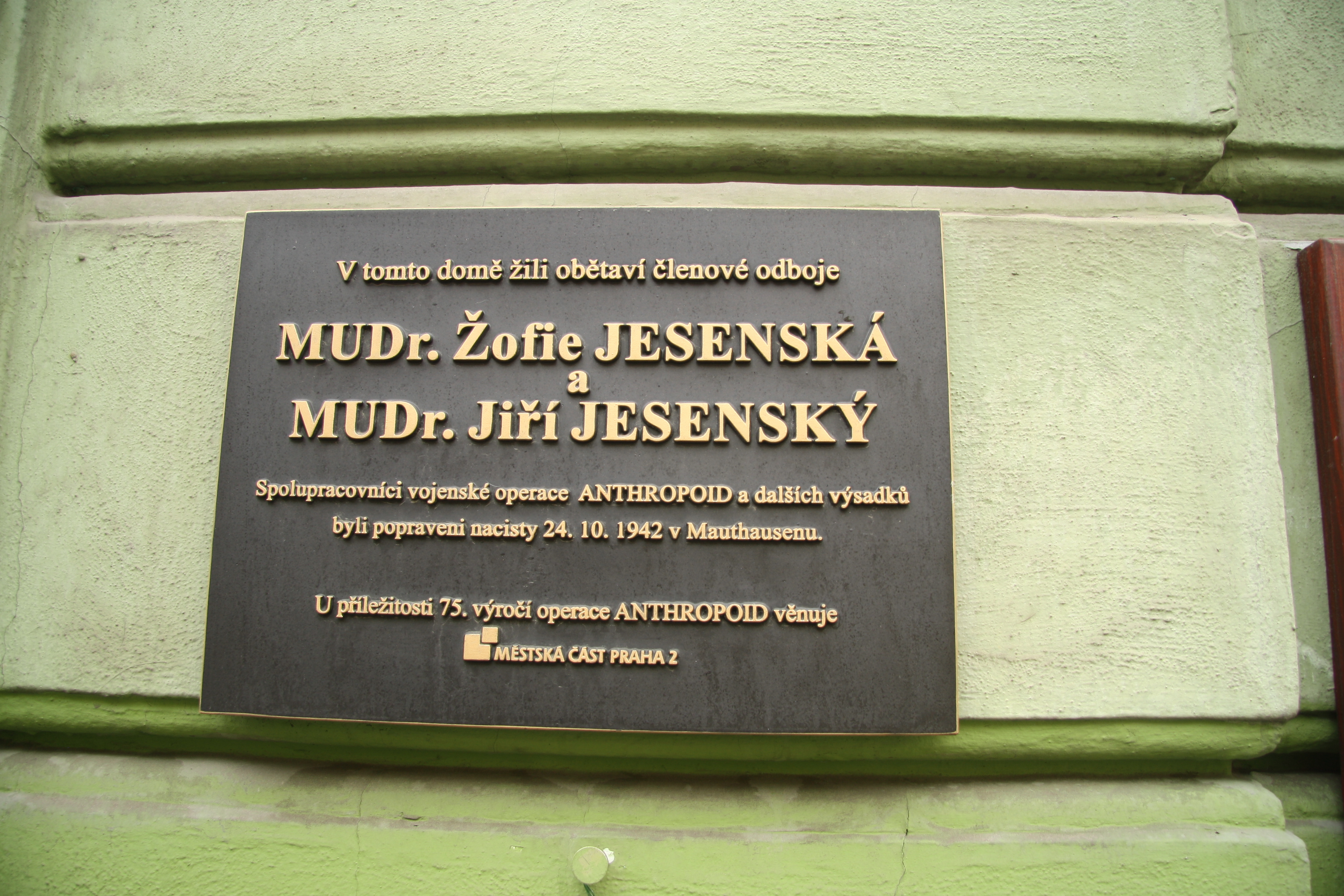
Мемориальная доска, посвящённая Жофии и Иржи Есенским, на ул. Ресслова в Праге.
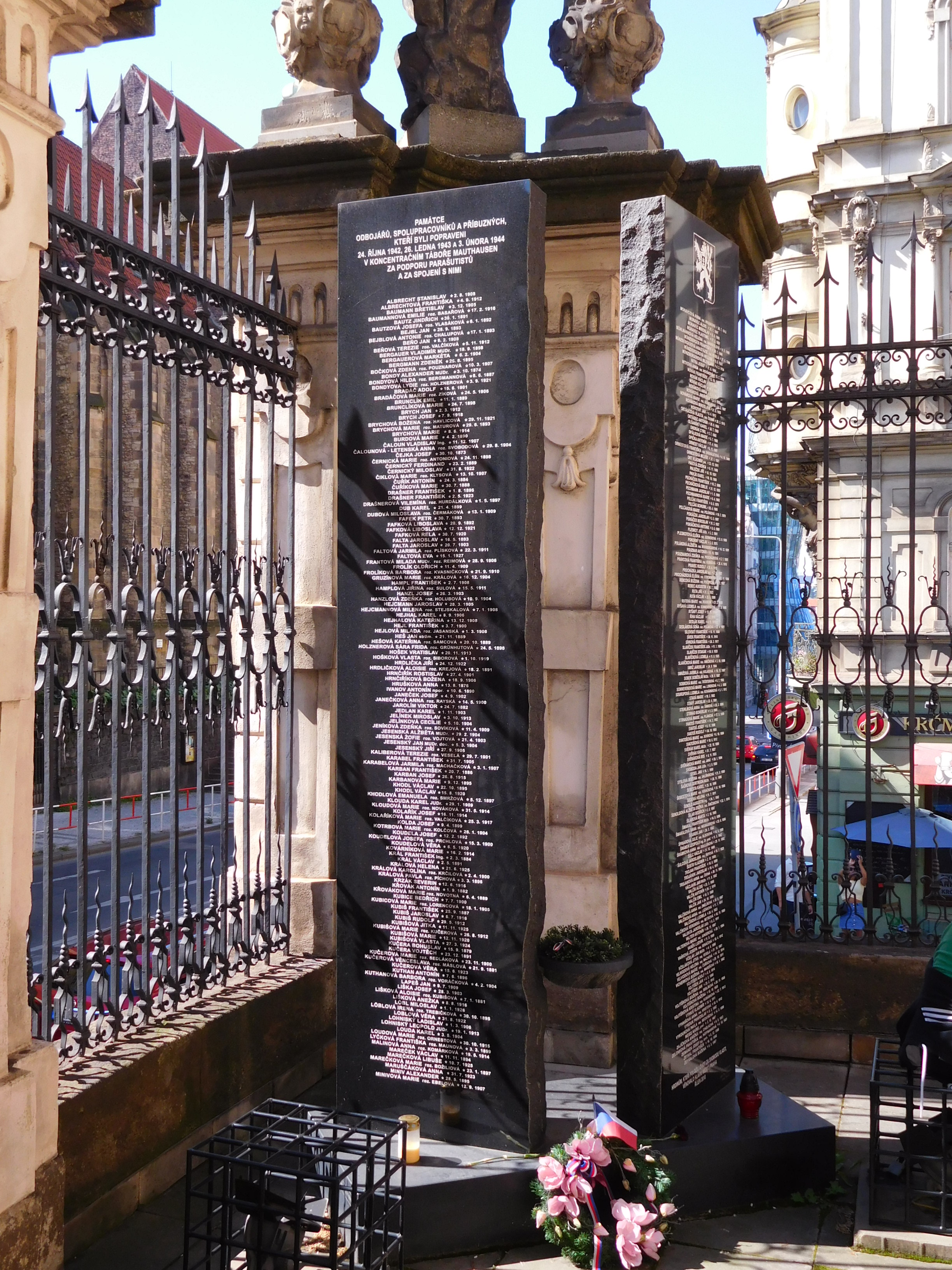
Мемориал на ул. Ресслова в Праге, на котором есть имя Иржи Есенского.

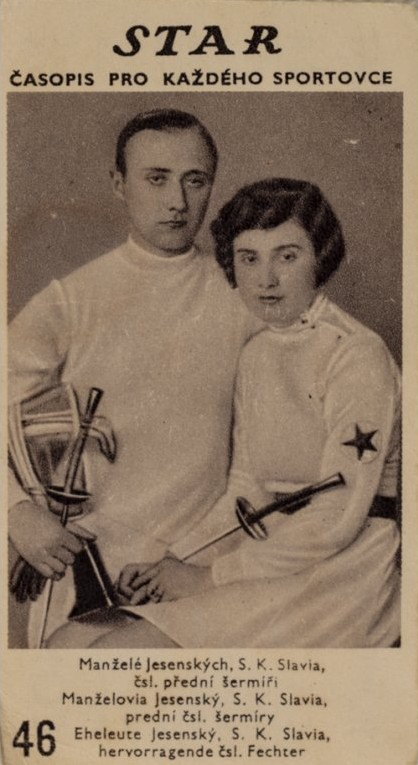
Фехтовальщики пражской «Славии» Иржи и Жофия Есенские.

## Семья
Отец — Франтишек Есенский, главный земельный инспектор.
Мать — Милада Есенска (до замужества — Хойерова).
Старший брат — Ян Есенский (5 марта 1904 — 24 октября 1942), доктор медицины. Вместе с Иржи и женой Альжбетой участвовал в операции «Антропоид» и был казнён в Маутхаузене.
Первая жена — Мария Палиёва (1908—?). Поженились 4 июля 1932 года, развелись в 1933 году.
Вторая жена — Жофия Есенска (до замужества — Войтова; 21 апреля 1903 — 24 октября 1942), чехословацкая фехтовальщица, стоматолог. Вместе с Иржи участвовала в операции «Антропоид» и была казнена в Маутхаузене.